# Masala

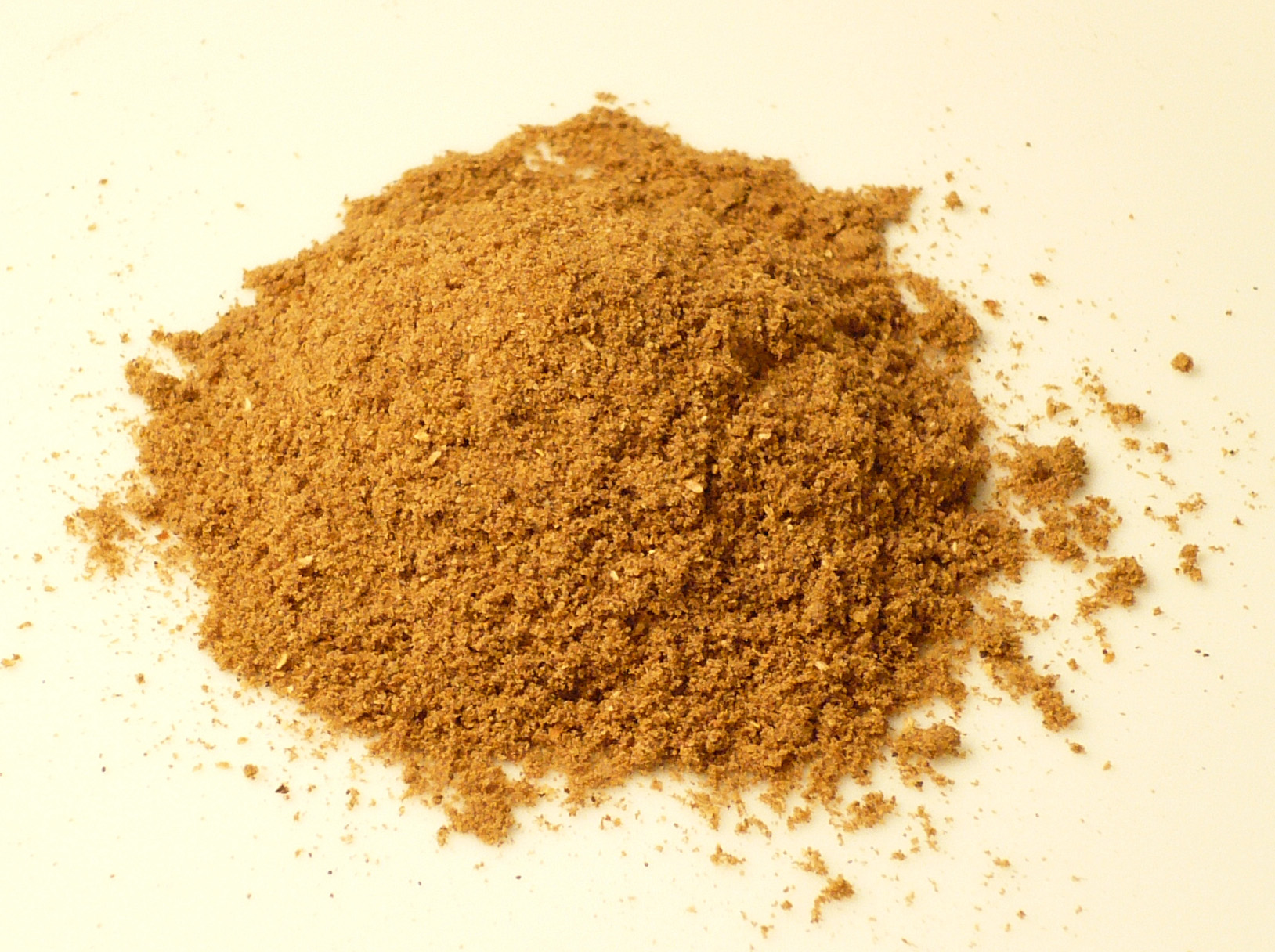
Ejemplo de masala casero del tipo Garam Masala

El masala (conocido también como massala) es una mezcla de diferentes especias usadas en la cocina india que le confiere un sabor y un aroma característicos. Existen tantas variedades de masala como combinaciones se puedan hacer con, por ejemplo, canela, cilantro, alholva (fenogreco), cardamomo, pimienta negra, nuez moscada, clavo de olor, entre otras.
Masala significa, literalmente, ‘mezcla de especias’. Además, se denomina así al género que engloba a todos los demás géneros de cine en la India, incluyendo la comedia, el drama, el romance, el género de acción, el humor y los números musicales.

## Variedades de masala
- Masala chai es un té elaborado con leche, azúcar y diferentes especias.
- Garam masala es una mezcla de especias empleada como saborizante de las comidas (existen algunas mezclas, tales como tandoori masala, Dashmiri masala, madras masala, Sambhar masala, dhansak masala y green masala).
- Pollo tikka masala es un plato occidentalizado basado en el chicken Tikka y cocinado en salsa o curry.
- Masala dosa o sakthi masala (casa de las especias) es una dosa india con patatas.
- Paan masala es una mezcla de nuez betel y otras especias.
- Kashmiri masala